# Strävstarr
Strävstarr (Carex davalliana) är en halvgräsart som beskrevs av James Edward Smith. Enligt Catalogue of Life ingår Strävstarr i släktet starrar och familjen halvgräs, men enligt Dyntaxa är tillhörigheten istället släktet starrar och familjen halvgräs. Arten har ej påträffats i Sverige. Inga underarter finns listade i Catalogue of Life.

## Bildgalleri

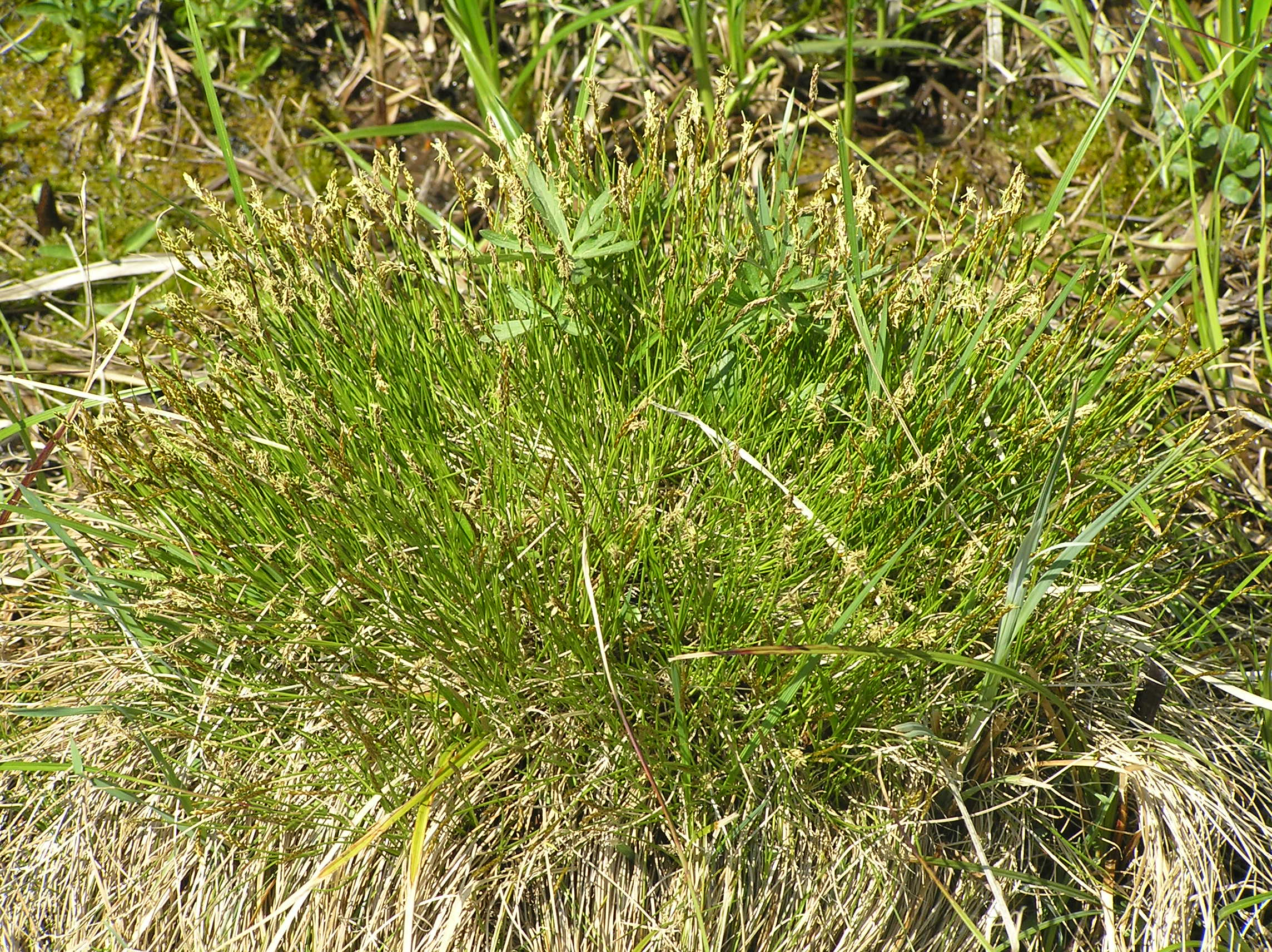
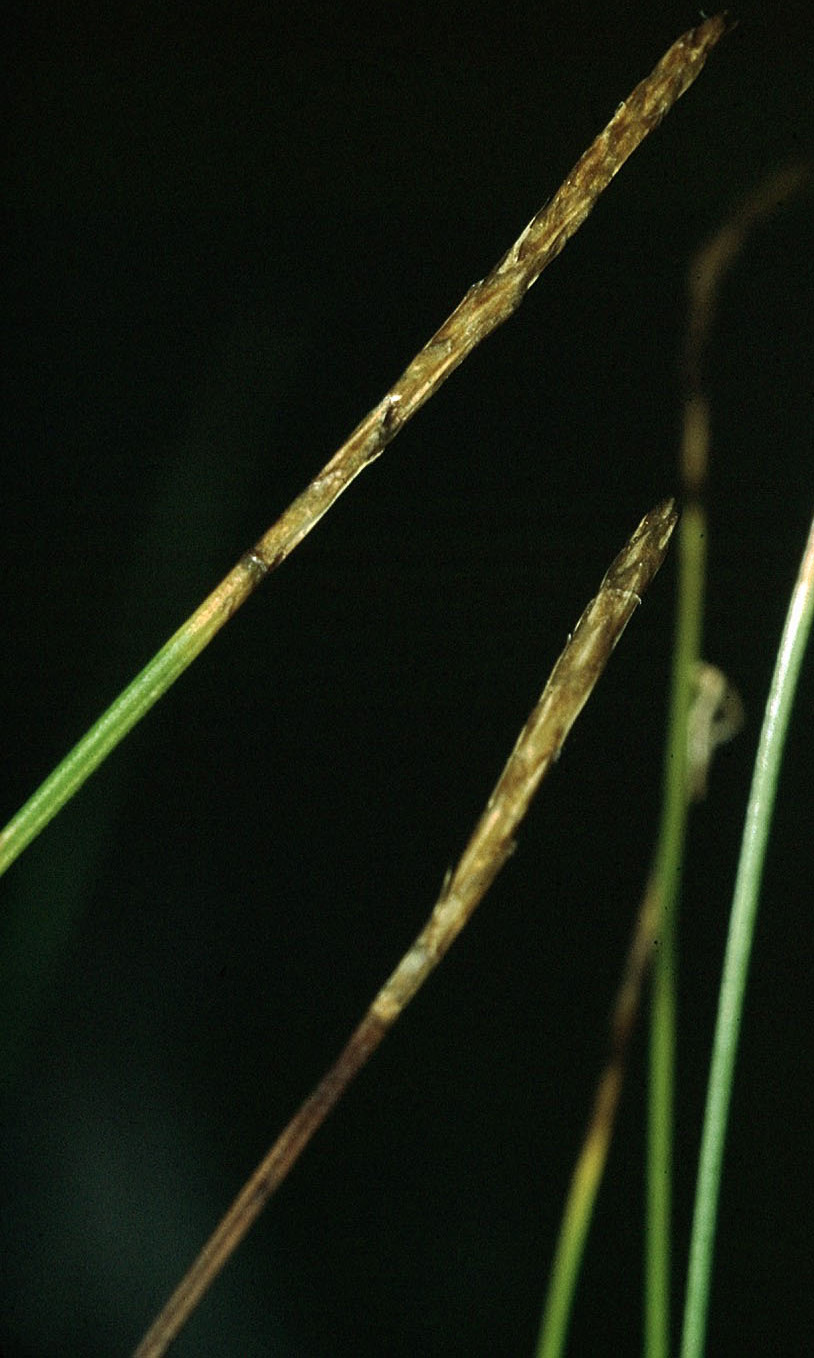
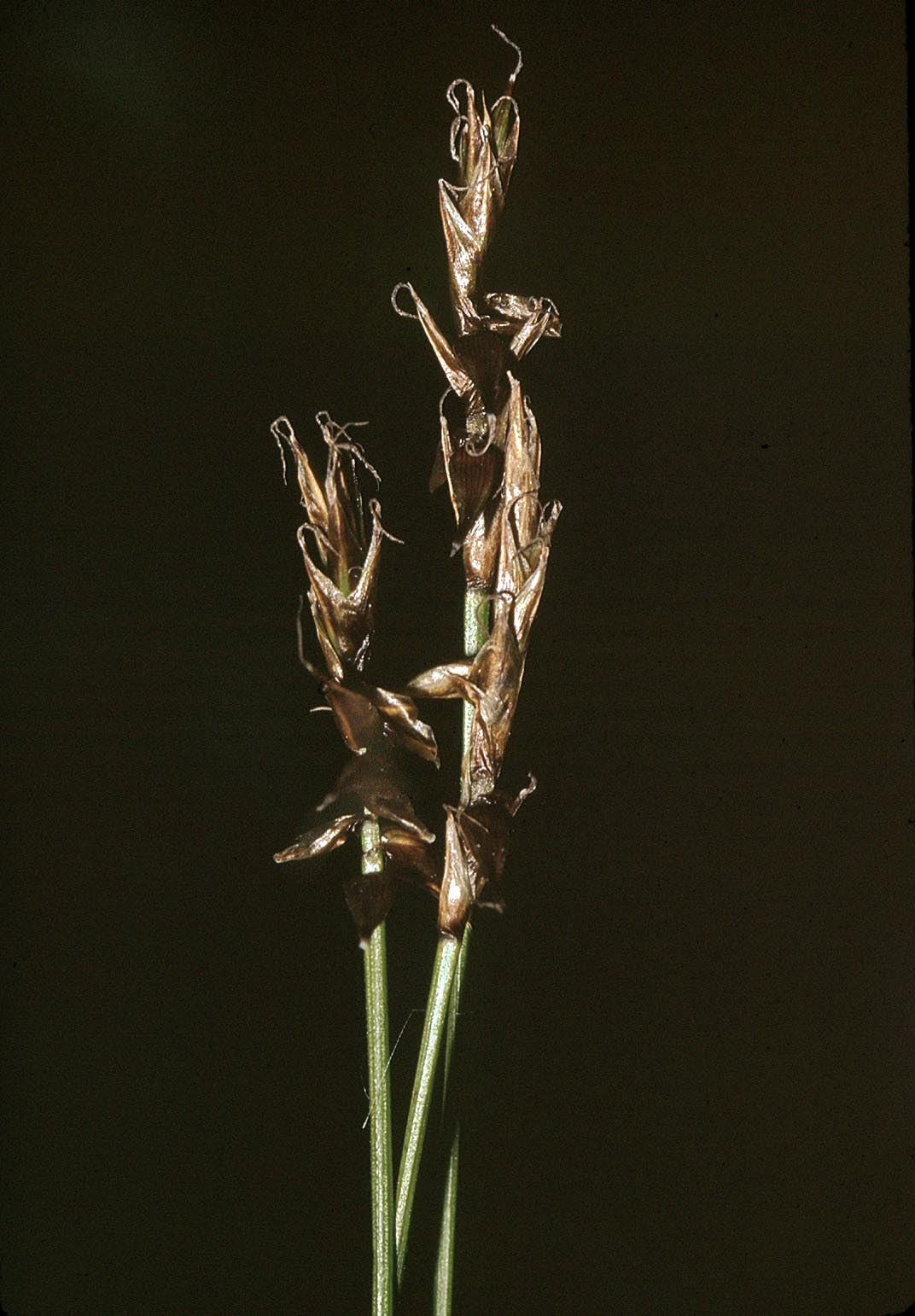
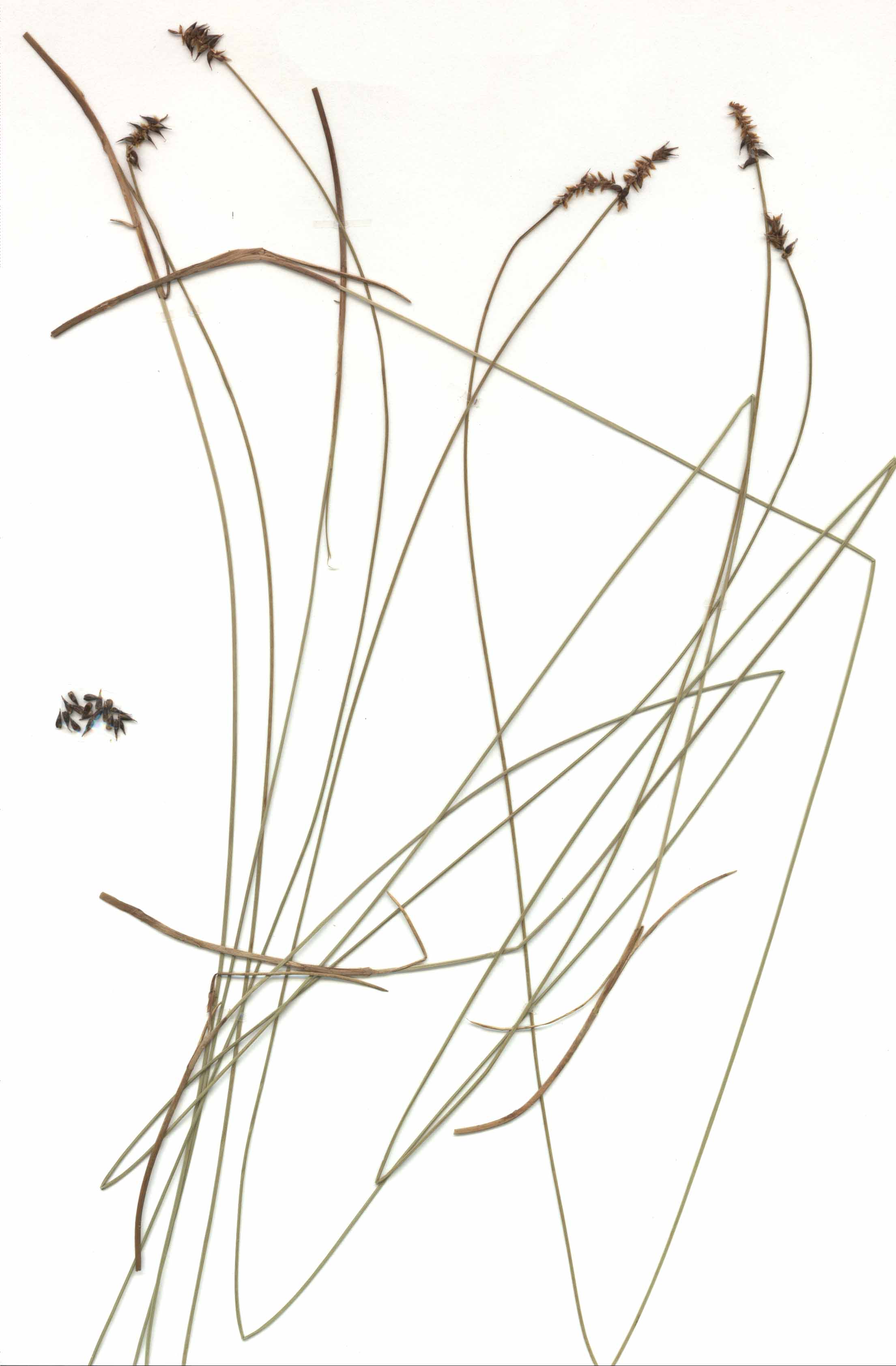
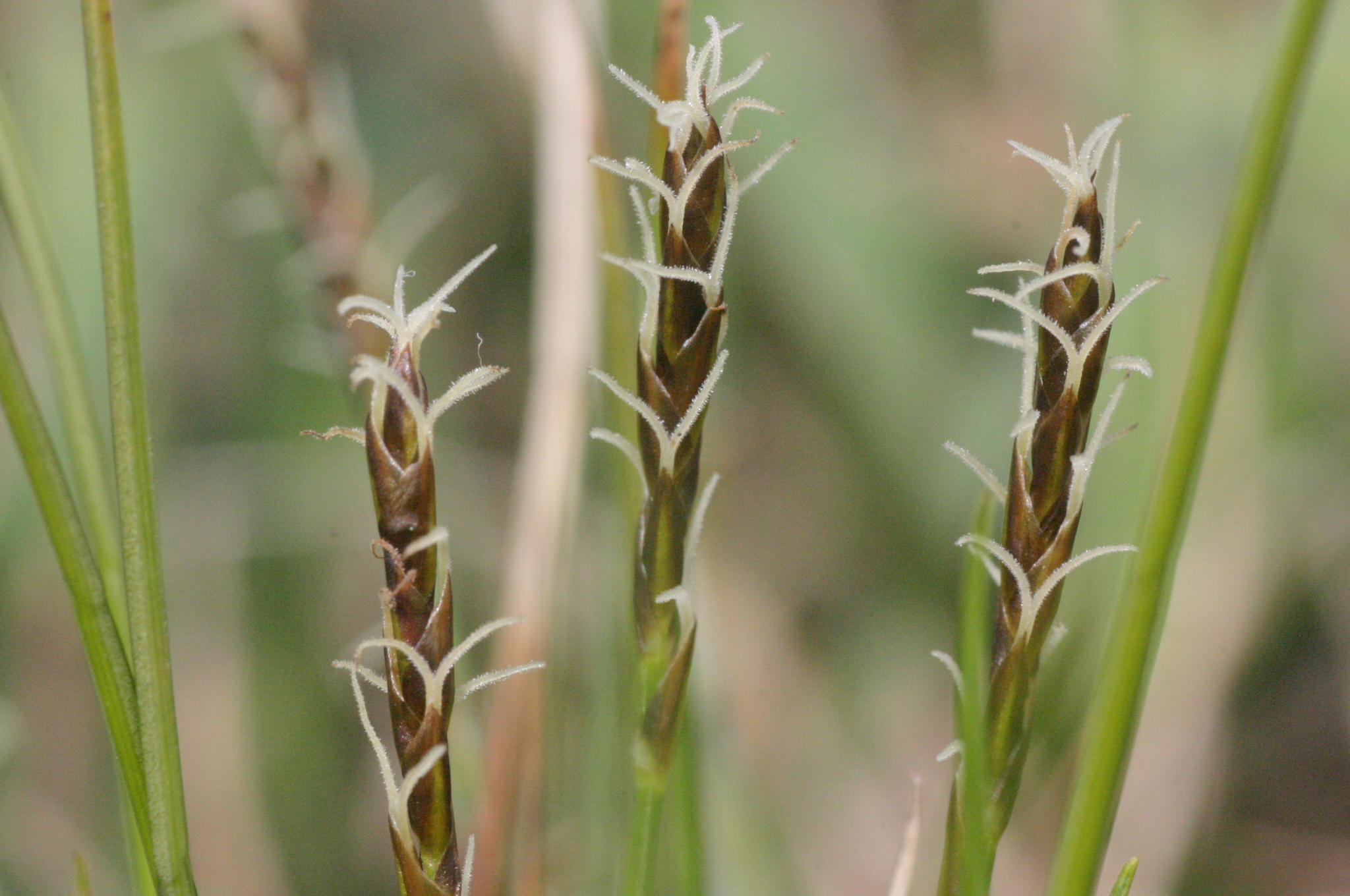
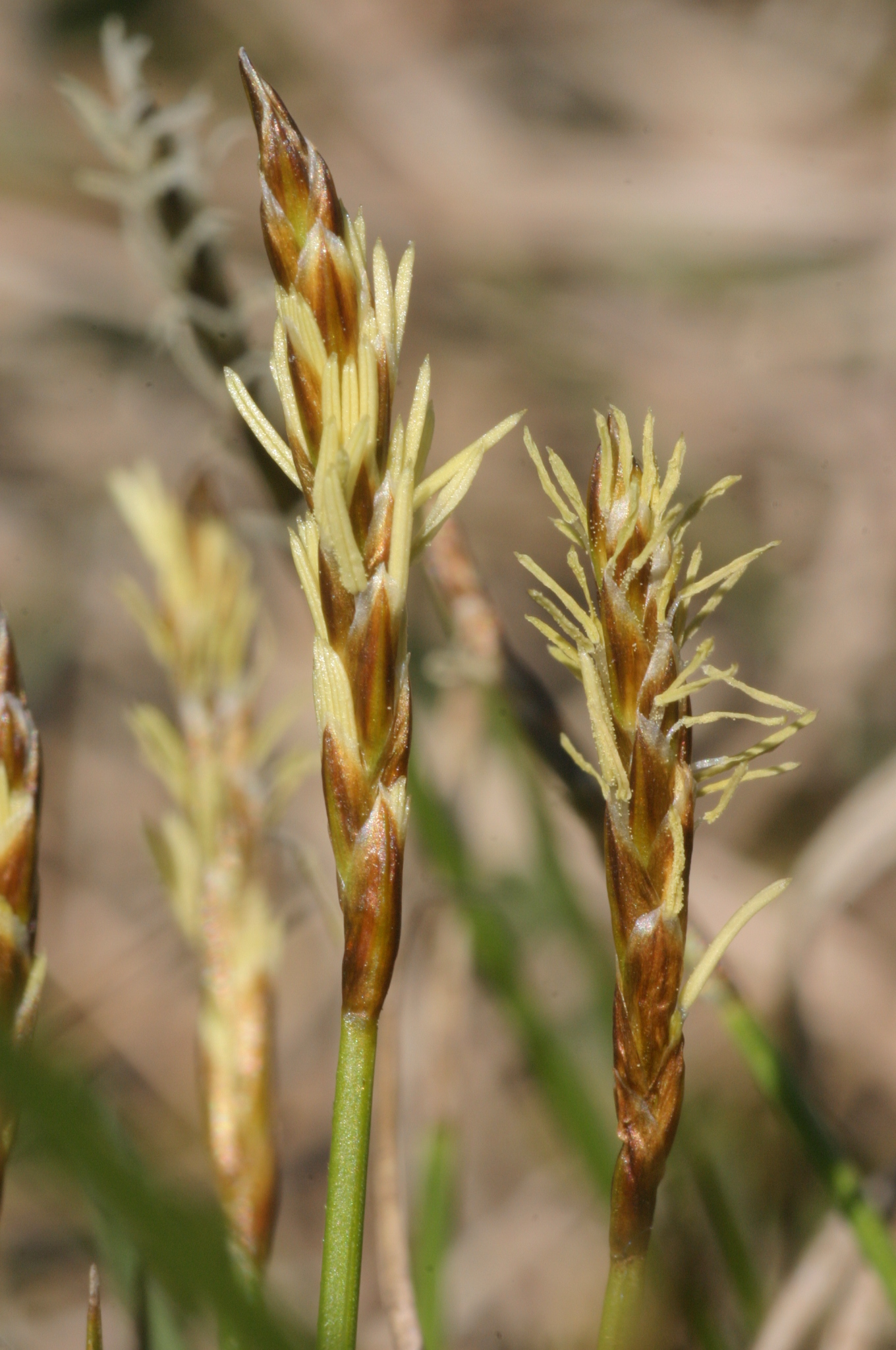